# ولادیمیر کرامنیک
ولادیمیر بوریسویچ کرامنیک (به روسی: Влади́мир Бори́сович Кра́мник) (زاده: ۲۵ ژوئن ۱۹۷۵ در تواپسه) استاد بزرگ شطرنج اهل روسیه و قهرمان سابق شطرنج جهان از سال ۲۰۰۰ تا سال ۲۰۰۷ بود.
۲۷۸۳ آخرین ریتینگ او در ژوئن ۲۰۱۵ بوده که او را در رده هفتم دنیا قرار داده است. او یکی از ۱۰ شطرنج‌بازی است که تا کنون (۲۰۱۵) به ریتینگ بالاتر از ۲۸۰۰ رسیده‌اند. (به همراه گری کاسپاروف، ویسواناتان آناند، وسلین توپالف، ماگنوس کارلسن، فابیانو کاروانا و لئون آرونیان و الکساندر گریسچاک و هیکارو ناکامورا و آنیش گیری) بالاترین ریتینگ او تاکنون ۲۸۱۷٫۵ در مارس ۲۰۱۳ بوده که او را به ششمین شطرنج‌باز برتر تاریخ از این لحاظ بدل کرده‌است.
وی در سال ۱۹۹۲ هنگامی که فقط ۱۶ سال سن داشت و هنوز درجه استاد بزرگی را کسب نکرده بود به عضویت تیم ملی روسیه برای شرکت در المپیاد جهانی شطرنج مانیل درآمد. موفقیت او در آن مسابقات نوید آینده درخشانش را می‌داد. ولادیمیر در سال ۱۹۹۴ نیز در مسکو و در المپیاد ۱۹۹۶ در ایروان برای تیم ملی روسیه به میدان رفت.

## قهرمانی جهان
پیروزی او در مقابل گری کاسپارف در مسابقه‌ای که اکتبر سال ۲۰۰۰ در استودیو ریور ساید لندن با حمایت مالی کمپانی Brain Games.net برگزار شد او را از آن زمان تا ۲۰۰۷ صاحب عنوان قهرمان سنتی شطرنج جهان ساخت.
موفقیت او در آن مسابقه در شرایطی به دست آمد که او با دو پیروزی در بازیهای دوم و پانزدهم و مساوی در بقیه مسابقات برای اولین بار بدون حتی یک باخت قهرمانی را از چنگ مدافع آن خارج ساخت.
او در سال ۲۰۰۸ مقام قهرمانی خود را با شکست ۷٫۵–۳٫۵ در مقابل ویسواناتان آناند از دست داد.